# Hébécourt (Somme)
Hébécourt (picardisch: Heutecourt) ist eine nordfranzösische Gemeinde mit 559 Einwohnern (Stand 1. Januar 2022) im Département Somme in der Region Hauts-de-France. Die Gemeinde liegt im Arrondissement Amiens, sie ist Mitglied im Gemeindeverband Amiens Métropole und gehört zum Kanton Amiens-6. Die Bewohner werden Hébécourtois und Hébécourtoises genannt.

## Geographie
Die Gemeinde liegt in der Picardie zwischen den Flüssen Noye und Selle an der früheren Route nationale 1 rund neun Kilometer südlich von Amiens; ihr Gemeindegebiet erstreckt sich im Westen bis über die Autoroute A16 hinaus. Die südwestliche Begrenzung der Gemeinde bildet ein Teilstück des als Chaussée Brunehaut bekannten Straßensystems. Südlich des Ortszentrums liegt die Siedlung Résidence Pré Joli.
Umgeben wird Hébécourt von den sechs Nachbargemeinden:
| Vers-sur-Selle | Dury                                        | Saint-Fuscien |
| Plachy-Buyon   | Kompassrose, die auf Nachbargemeinden zeigt |               |
|                | Saint-Sauflieu                              | Rumigny       |

## Einwohner
| 1962 | 1968 | 1975 | 1982 | 1990 | 1999 | 2006 | 2013 | 2020 |
| ---- | ---- | ---- | ---- | ---- | ---- | ---- | ---- | ---- |
| 147  | 170  | 223  | 369  | 388  | 371  | 477  | 529  | 540  |

## Sehenswürdigkeiten
- Kirche Saint-Côme-et-Saint-Damien